# Palazzo Mattei-Caetani

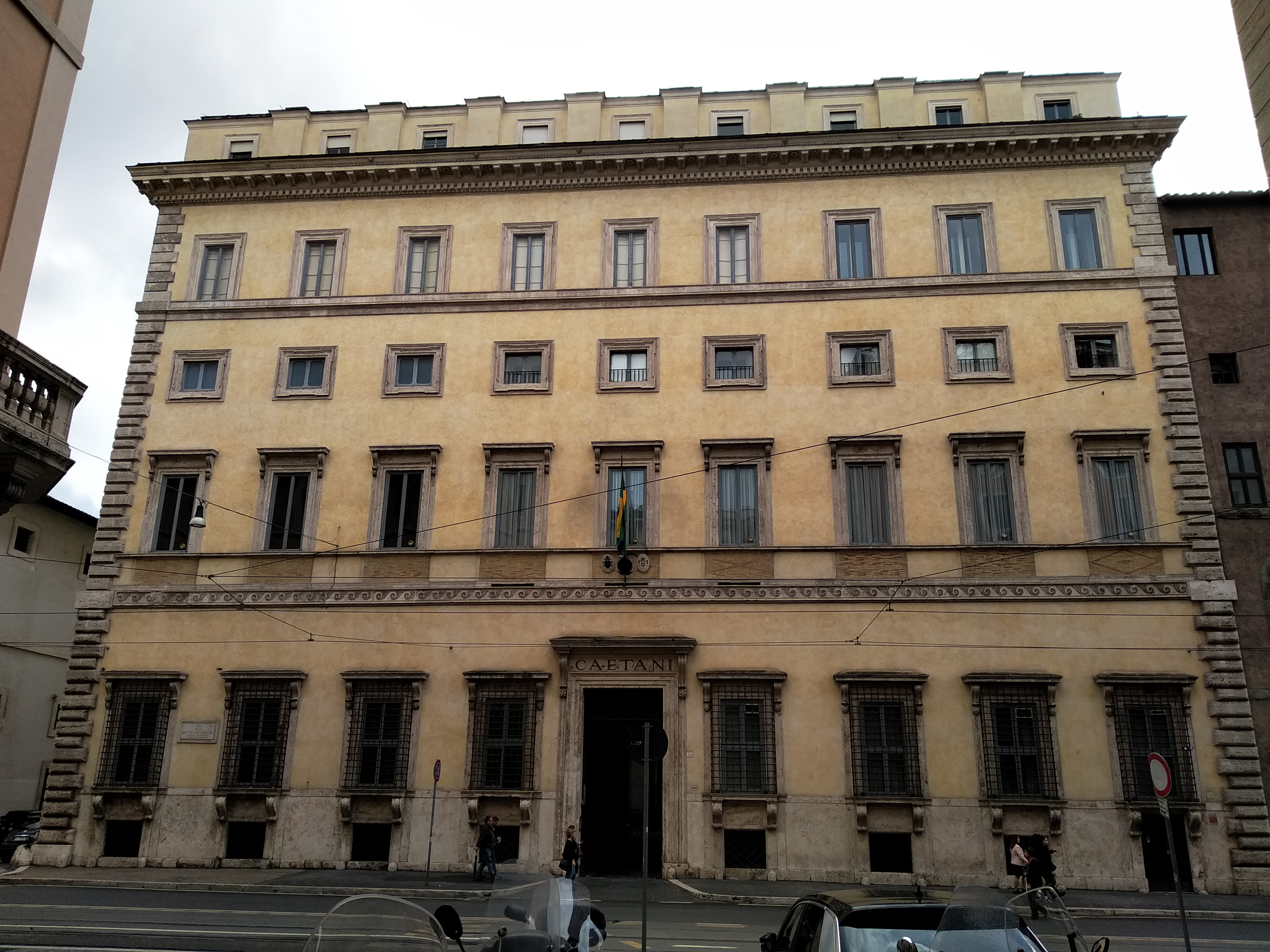
Fachada na Via delle Botteghe Oscure.

Palazzo Mattei-Caetani, conhecido originalmente como Palazzo di Alessandro Mattei e hoje como Palazzo Caetani, é um palácio maneirista localizado no número 32 da Via delle Botteghe Oscure, no rione Sant'Angelo de Roma.
É parte da chamada Isola Mattei, um quarteirão inteiro ocupado por vários palácios da família Mattei (os outros são o Palazzo di Giacomo Mattei, o Palazzo Mattei di Giove e o Palazzo Mattei di Paganica). Além disto, a família ainda era proprietária do Palazzo Mattei di Trastevere, do outro lado do Tibre, e de várias outras propriedades na Úmbria.

## História
O palácio foi construído em 1564 por Alessandro Mattei, filho de Asdrubale Mattei, marquês de Giove, com base num projeto antigamente atribuído a Bartolomeo Ammannati, mas que hoje acredita-se ter sido de Giovanni ou seu filho Annibale Lippi. O projeto é similar aos do Palazzo Ruspoli e do Palazzo Sacchetti. Em 1683, o palácio passou para a família Negroni, em 1753 aos marqueses de Durazzo, em 1760 ao condes Serbelloni e, finalmente, em 1776 aos Caetani, duques de Sermoneta e príncipes de Teano, ainda hoje os proprietários. O comprador foi Francesco Caetani, um parente distante do papa Bonifácio VIII que colocou o nome da família sobre o portal de entrada do edifício.

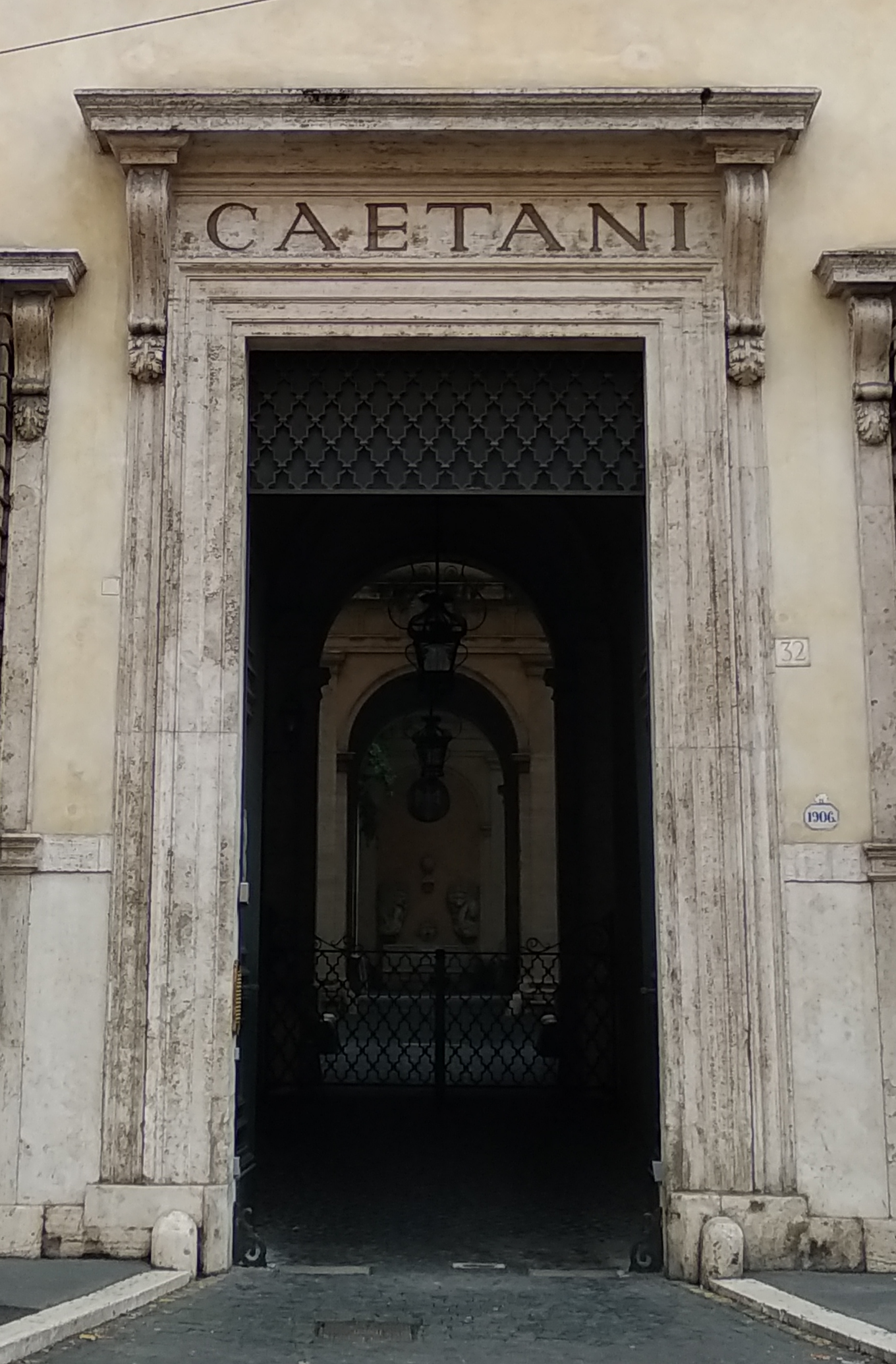
Portal com a inscrição "CAETANI"

Entre os principais membros da família que viveram estão Michelangelo Caetani (que deu nome à vizinha Via Michelangelo Caetani), um membro do governo italiano em 1870 apesar de já estar cego, e o príncipe Onorato Caetani, prefeito de Roma e ministro do exterior em 1896. O palácio abrigou, na segunda metade do século XVIII, um observatório astronômico "para registrar cotidianamente o vento, a precipitação atmosférica, a temperatura e a pressão".
No século XX, o palácio abrigou a Fondazione Camillo Caetani, que promove iniciativas culturais e famosa nas décadas de 1950 e 1960 por editar uma importante revista literária italiana chamada "Botteghe Oscure". Depois que a família se extinguiu, em 1994, o palácio passou a abrigar também a Fondazione Roffredo Caetani, que administra os bens pertencentes à família Caetani, incluindo o próprio palácio, o Castello Caetani di Sermoneta e a "cidade fantasma" de Ninfa.

## Descrição
O edifício se apresenta em três pisos, com um sóbio portal arquitravado com quatro janelas gradeadas de cada lado no piso térreo. A fachada é coroada por um beiral suportado por mísulas enquanto que o interior conserva dois pátios com alguns fragmentos antigos. O primeiro conta com três andares de arcadas e o segundo abriga uma fonte e vários mármores antigos.